# Porphyrinia subterminalis
Porphyrinia subterminalis là một loài bướm đêm trong họ Noctuidae.